# Овода
Овода (итал. Ovodda) је насеље у Италији у округу Нуоро, региону Сардинија.
Према процени из 2011. у насељу је живело 1627 становника. Насеље се налази на надморској висини од 720 м.

## Становништво
Према резултатима пописа становништва 2011. у општини је живело 1.627 становника.
| 1931. | 1936. | 1951. | 1961. | 1971. | 1981. | 1991. | 2001. | 2011. |
| ----- | ----- | ----- | ----- | ----- | ----- | ----- | ----- | ----- |
| 1.473 | 1.580 | 1.789 | 2.110 | 1.882 | 1.797 | 1.783 | 1.732 | 1.627 |